# Vladimír Plaček
Vladimír Plaček (29. května 1965 – 2. srpna 2018) byl český politik a lékař, v letech 2012 až 2018 senátor za obvod č. 68 – Opava, v roce 2012 krátce zastupitel Moravskoslezského kraje, v letech 1998 až 2000 a pak opět 2006 až 2014 zastupitel a radní obce Pustá Polom, člen ČSSD.

## Život
Vystudoval Lékařskou fakultu Masarykovy univerzity v Brně, kde získal titul MUDr. Vzdělání si pak rozšířil na Pedagogické fakultě Ostravské univerzity, na níž vystudoval obor sociální pedagogika – prevence a resocializace a v roce 2008 tak získal ještě titul Mgr.
Od 90. let působil jako lékař, od roku 2003 byl ředitelem Ústavu sociální péče pro tělesně postižené v Hrabyni. Od roku 2001 byl rovněž členem správní rady Všeobecné zdravotní pojišťovny.

## Politické působení
V roce 1998 byl Vladimír Plaček zvolen za ČSSD do Zastupitelstva obce Pustá Polom (v roce 2000 ze zastupitelstva odešel). Následně v komunálních volbách v roce 2002 neuspěl na kandidátce SNK a kandidátů ČSSD, ale v letech 2006 a 2010 už na kandidátce ČSSD a nezávislých kandidátů uspěl (od roku 2006 byl zároveň členem rady obce). Vladimír Plaček také neúspěšně kandidoval v krajských volbách v Moravskoslezském kraji v letech 2000 a 2008. V průběhu volebního období 2008 až 2012 však postupně tři zastupitelé za ČSSD rezignovali a Vladimír Plaček se tak v červnu 2012 stal na několik měsíců členem Zastupitelstva Moravskoslezského kraje.
V senátních volbách 2012 v obvodu č. 68 – Opava uspěl jako kandidát ČSSD, když ve druhém kole porazil Václava Vlčka z ODS poměrem 62,23 % : 37,76 % (do druhého kola postoupil se ziskem 30,43 % z prvního místa).
V komunálních volbách v roce 2014 obhájil za ČSSD post zastupitele obce Pustá Polom. Na kandidátce byl původně na 5. místě, vlivem preferenčních hlasů však skončil druhý (strana v obci přitom získala dva mandáty). Později však na mandát rezignoval.
Ve volbách do Senátu PČR v říjnu 2018 hodlal v obvodu č. 68 – Opava obhajovat za ČSSD svůj senátorský mandát, 2. srpna však náhle zemřel ve věku 53 let.

## Soukromí
Vladimír Plaček byl ženatý s Hanou Plačkovou, se kterou měl dceru.